# バオ・ロン
バオ・ロン（ベトナム語：Bảo Long / 保隆、1936年1月4日 - 2007年7月28日）またはグエン・フク・バオ・ロン（ベトナム語：Nguyễn Phúc Bảo Long / 阮福保隆）は、大南阮朝最後の皇帝保大帝（バオ・ダイ）の長男であり、元皇太子。旧皇室となった阮氏の当主であった。

## 生涯

### 立太子
保大帝と南芳皇后（ナム・フォン皇后）を両親として、順化皇城の建中殿で生まれた。保大14年1月17日（1939年3月7日）、順化皇城の勤政殿において古来の儒教に則った儀礼を受け、大南帝室たる阮朝の皇太子としての地位を付与・宣言された。

### 亡命
1947年、ナム・フォン皇后とバオ・ロン及びその兄弟はベトナムを離れ、フランスのカンヌ郊外にあるソレンツ城へ移住した。そこで彼は敬虔なカトリック教徒として成長し、ノルマンディーのエコール・デ・ロッシュで教育を受けた。その後、バオ・ロンは国事遂行能力を身に付けるため、パリ政治学院で法学と政治学を学んだ。
1953年、バオ・ロンはベトナム皇族の代表として、ロンドンで行なわれたイギリス女王エリザベス2世の戴冠式に出席を招待された。

### 従軍
バオ・ロンは、アルジェリア戦争時にフランス外人部隊の一員として従軍し、戦闘における勇気を示す三つ星と、クロワ・ド・ゲール勲章を授与されたことにより、関係者の間で著名になった。他にも、国家功労大十字章（Grand-Croix de l'Ordre National du Mérite）、二項金磬（Nhị hạng Kim Khánh）、カンボジア王室大十字章（Ordre royal du Cambodge）、ラオス百万象白傘勲章、及びにイギリス女王エリザベス2世の戴冠式出席記念メダルを授与されている。フランス外人部隊で10年間職務を務めた後に除隊、フランスに戻って銀行で働いていた。

### 阮氏当主として
1997年のバオ・ダイの死去に伴い、バオ・ロンは旧帝室である阮氏当主としての地位を受け継いだ。ベトナム大阮君主立憲連盟（VCML）などの政治団体は、カンボジアやタイのような立憲君主制によってベトナムにおける阮氏の権威を復活させようと活動している。しかし、バオ・ロン自身は政治の世界に身を置くことなく、そうした活動から一線を画しパリで静かに余生を送った。
ベトナムの政治に対するバオ・ロンの立場はノンポリであり、彼の統率下にある旧皇族は、ベトナム人に対し人道、教育、文化的な面での努力を払う役割を担っている。バオ・ロン自身は、彼の下で大南龍星院勲章の長として勲章の授与を担っているバオ・バンと共に諸活動を行っていた。
未婚であり、子供はいなかった。死後は弟のバオ・タンが阮氏当主の座に就くこととなった。

## ギャラリー

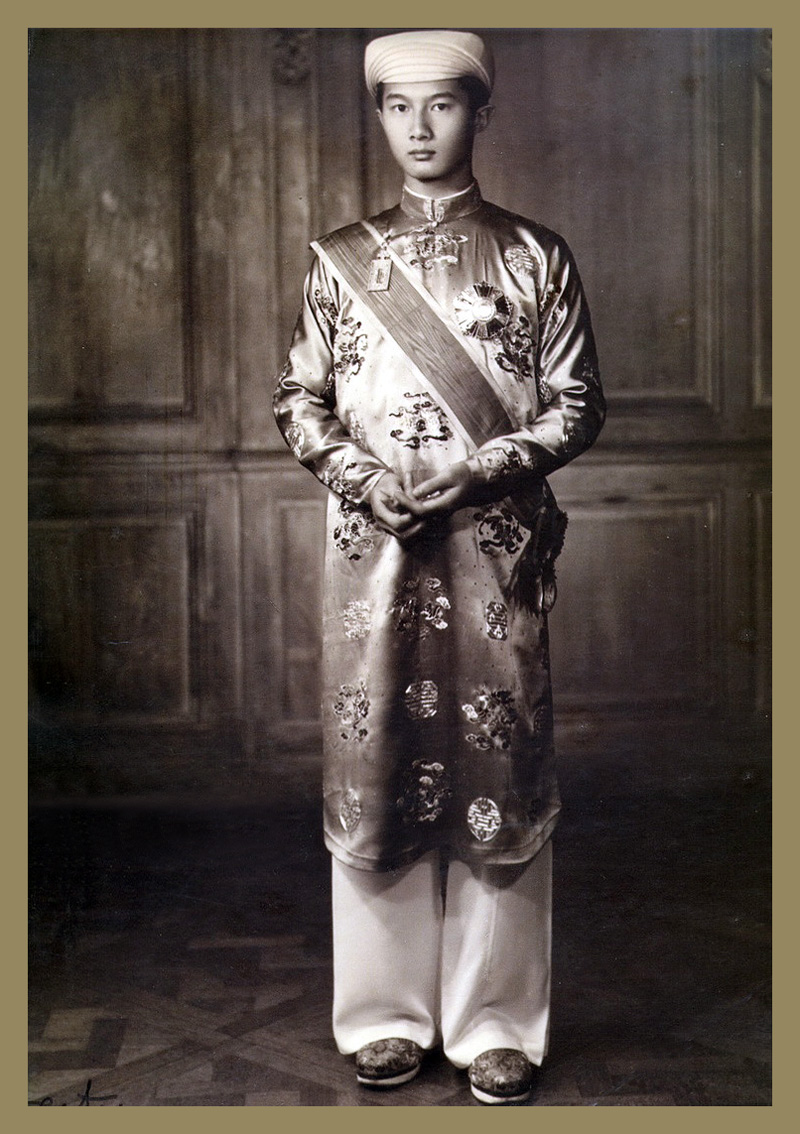
1950年、伝統的な服を着た皇太子。
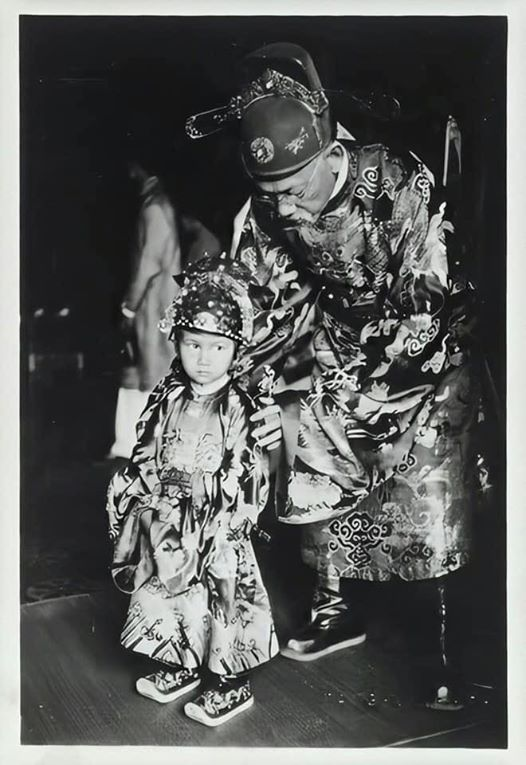
1939年、立太子式にて。